# Tecnologia de l'audiovisual
La tecnologia de l'audiovisual és el conjunt de tecnologies que es relacionen amb els sentits de la vista i l'oïda i que formen part de les tecnologies de la comunicació. Es tracta de totes aquelles tecnologies usades per la captació i reproducció d'imatges en moviment i de so, així com la transmissió d'imatges a distància.
Es tracta d'una tecnologia que, des dels seus predecessors al llarg del s. XIX ha evolucionat significativament fins a arribar a l'estat de sofisticació actual. Com altres àmbits, la tecnologia de l'audiovisual ha estat profundament afectada pel pas de l'analògic a la codificació digital de la informació.
La tecnologia audiovisual és rellevant en l'actualitat perquè és el mitjà amb el qual es transmet la major part de la informació i de l'oci des de la dècada de 1920. Aquesta tecnologia canvia radicalment les formes de comunicació i l'accés a la informació. L'evolució que experimenten els mitjans de comunicació més tradicionals està en estricta relació amb l'aparició i l'evolució de la tecnologia audiovisual. Es tracta d'un àmbit en constant evolució, i que viu la ràpida aparició de nous mitjans i sistemes.

## Història de la Tecnologia Audiovisual
La història de la tecnologia audiovisual està lligada al desenvolupament de la fotografia, el cinema, la televisió, la gravació i reproducció de música i sons, la ràdio, el vídeo i els sistemes digitals.

### Precedents
La tecnologia audiovisual ha evolucionat fins a la seva forma actual a partir dels sistemes de representació visual i les investigacions prèvies sobre la llum i les imatges. Un dels precedents més antics i importants és la càmera obscura, el principi de la qual és la base de totes les càmeres fotogràfiques, de cinema i de vídeo. Tot i això, els desenvolupaments més rellevants es produïren a partir del s. XIX, i foren accelerats per l'aparició de la fotografia.

#### Invents i joguines
A principis del s. XIX es van començar a desenvolupar diversos artefactes i invents relacionats amb la captació i reproducció del moviment. Eren ginys sovint vistos com a joguines o atraccions de fira, però que es basaven en les últimes descobertes en el camp de la percepció visual. Aquests invents aprofitaven una nova descoberta del moment: la persistència retinal. La ciència posterior ha demostrat que l'efecte del moviment es produeix a partir de processos complexos del cervell, però al llarg del s. XIX es creia que aquest fenomen n'era el responsable.
Entre els artefactes que precediren el cinematògraf destaquen el taumàtrop, el fenaquitoscopi, el zoòtrop i, finalment, el praxinoscopi.
Mentre es desenvolupaven aquests invents, es van començar a introduir en els espectacles de llanterna màgica, un giny basat en el principi de la càmera fosca i que era, essencialment, un projector de diapositives amb el qual s'aconseguien diversos efectes escènics.

#### Cronofotografia
El precedent més pròxim al cinematògraf és l'aparició de sistemes que permetien capturar fotogràficament el moviment, la invenció dels quals s'atribueix a Eadweard Muybridge. Disposant un seguit de càmeres en fila i mitjançant un mecanisme que permetia accionar els obturadors ràpidament, Muybridge va aconseguir capturar una seqüència de fotografies del galop d'un cavall l'any 1877. Posteriorment, va refinar el seu mètode i començà a exposar públicament la seqüència en moviment.

### Cinematògraf
Muybridge va col·laborar amb un altre eminent inventor del moment, Thomas Alva Edison, per desenvolupar el fonògraf, una eina per enregistrar i produir sons. Edison pretenia sincronitzar el so amb un sistema d'imatges en moviment, però això no fou possible.
En canvi, amb un altre treballador seu, va inventar l'any 1889 el primer “cinematògraf”: el kinetoscopi. Aquest sistema permetia, finalment, la gravació i reproducció d'imatges fotogràfiques en moviment. El kinetoscopi funcionava amb màquines de visualitzat individual privada: la pel·lícula es veia a través d'un visor instal·lat sobre la màquina. Aquest invent va gaudir d'un enorme èxit.
A l'altra banda de l'Atlàntic, els germans Lumière estaven experimentant amb tecnologies similars. El seu invent, el cinematògraf, va arribar poc després del kinetoscopi d'Edison. Aquest sistema, a diferència del d'Edison, funcionava a setze fotogrames per segon i era molt més lleuger, de forma que era portàtil i més senzill d'operar. Això es va aconseguir perquè es van deslligar de la dependència de l'electricitat que tenia el kinetoscopi. A més, el cinematògraf permetia la projecció de la pel·lícula en una superfície llisa, de forma que les primeres exhibicions cinematogràfiques en sales amb públic es van realitzar l'any 1895 amb aquest invent.

### Evolució del suport fotoquímic

#### Color
A mesura que la indústria cinematogràfica esdevenia un fenomen de masses i evolucionava el mitjà cinematogràfic, les càmeres es van refinar i millorar, es van construir edificis amb sales expressament dedicades a l'exhibició cinematogràfica i els formats van evolucionar.
Les evolucions tecnològiques audiovisuals més significatives abans de l'aparició de la televisió foren la sincronització sonora i la pel·lícula cinematogràfica en color.
El suport fotoquímic va ser la base de la indústria cinematogràfica fins al canvi al suport digital. La primera tecnologia estesa i reconeguda per a pel·lícules en color fou el Technicolor. Abans, però s'havien fet diverses incursions en aquest aspecte, entre els quals hi havia Dufaycolor i Pathecolor. El Technicolor oferia més qualitat i estabilitat que els seus predecessors, de forma que va permetre consolidar la tecnologia cinematogràfica i explorar al màxim les seves possibilitats expressives. Tot i això, la tecnologia no deixaria d'evolucionar i perfeccionar-se.

#### So

##### Antecedents
En el període mut, el cinema va tenir sempre so i música, de vegades evocats per una orquestra en viu o potser només un òrgan solitari. La part sonora de l'experiència audiovisual que representa el cinema té les regles, l'evolució i el sentit.
Édouard-Léon Scott de Martinville aconseguia inscriure en un paper les vibracions sonores provinents d'un diafragma acoblat a una trompeta. Fonoautògraf van trucar a aquest aparell en què es col·locava un full de paper en un cilindre giratori. Un element acoblat a un diafragma inscrivia l'ondulació sonora. No era possible reproduir el so, de manera que aquells fonoautògrafs en paper servien només per tenir una empremta força aproximada de la forma d'ona de determinats sons. Aquests gràfics han arribat als nostres dies i només s'ha creat recentment un lector òptic capaç de reproduir aquelles imatges i convertir-les en sons audibles.
Charles Cros, va presentar, el 18 d'abril de 1877, la descripció d'aparell per gravar i reproduir sons. No ho va poder portar a la pràctica.

##### Inicis
Des de l'inici de la història del cinema s'ha intentat enregistrar so i imatge. Un dels primers a intentar va ser Edison, que va intentar sincronitzar dos dels seus invents, el Kinetoscopi i el Fonògraf. Ho va aconseguir, i fins i tot va arribar a fer una presentació pública el 1913. Léon Gaumont i James Williamson també ho van intentar, però sense èxit. Les principals dificultats amb què es trobaven eren la impossibilitat d'amplificació del so i la sincronització entre aquest i la imatge.
La primera solució a aquests problemes va arribar gràcies a Lee De Forest i la invenció de l'Audion, la primera vàlvula tríode. A partir d'ella, la companyia americana Western Electric va començar a investigar, i així va poder desenvolupar amplificadors. Alhora, una altra empresa anomenada General Electric estava treballant en un sistema fotogràfic que permetia ajuntar so i imatges.
Al principi, l'acolliment del so per part de les grans productores cinematogràfiques no fou bona. La primera a introduir aquest avenç va ser la Warner Brothers, que es va unir amb l?empresa Western Electric per començar a treballar amb un sistema de cinema sonor: el Vitaphone (o Vitàfon). La primera pel·lícula rodada en aquest format i, per tant considerada la primera pel·lícula sonora, va ser El cantant de jazz (1927).
Encara que la pel·lícula El cantant de jazz, és considerada la primera filmació sonora del cinema, una cinta trobada a la biblioteca del Congrés dels Estats Units demostra que la primera pel·lícula espanyola sonora la va protagonitzar Conchita Piquer quatre anys abans que Alan Crosland filmés El cantant de jazz. Aquesta és una cinta d'onze minuts que va gravar Lee De Forest amb Conchita Piquer quan ella era una adolescent, en aquesta peça ella sortia cantant un cuplet andalús, una jota aragonesa i, fins i tot, un fado lusità, aquest últim és una cançó típica a Portugal , que la cantant va cantar en portuguès, això també la converteix en la primera cinta sonora en portuguès.
Vitaphone es va seguir usant fins que, l'any 1930, es va introduir l'ús del Movietone, creat per Theodore Case i E.I. Sopnable. Inspirat en el sistema Phonofilm de Lee De Forest, aquest sistema permetia gravar directament el so al costat de la imatge, en una sola pel·lícula. El sistema Vitaphone va fracassar, a causa de problemes tècnics i pràctics; i cap als anys trenta van deixar de produir-se pel·lícules amb aquesta tècnica.

##### Rebuda
El 1928 els cineastes soviètics Serguei Eisenstein, Vsévolod Pudovkin i Grigori Aleksàndrov van escriure el Manifest del So en resposta a la invenció i incorporació del so al cinema nord-americà. En aquest document van expressar la seva visió respecte al tema així com les preocupacions.
En primer lloc van reconèixer que els seus recursos tècnics del moment no tenien prou envergadura per poder dur a terme la pràctica sonora amb èxit. Tot seguit van admetre la seva preocupació pel futur del cinema. Creien que l'eficàcia i l'èxit d'aquest es devia únicament al muntatge i que l'aparició del so i el color tenien un interès escàs en la història del cinema. Argumentaven aquesta declaració amb la idea que el so era una arma de doble fil i que seria utilitzat seguint la llei del mínim esforç per acontentar la curiositat de l'espectador. Proposaven com a única solució per al desenvolupament i perfeccionament del muntatge utilitzar el so com a contrapunt respecte a un fragment de muntatge visual. Així mateix, amb aquest so no sincrònic s'aconseguiria produir la sensació buscada a l'espectador. Tot i això, també reconeixien que l'arribada del so era una desembocadura natural per la Vanguardia de la cultura cinematogràfica i que amb ella es podrien resoldre problemes per als quals encara no s'havia trobat una solució eficaç, com els subtítols o el batibull explicatiu que sobrecarregava la composició de les escenes i endarreria el ritme. Finalment, remarcaven la seva posició recordant la solució del mètode del contrapunt com a única via per fer funcionar el so al cinema.

### Televisió
A finals del s. XIX s'establiren les bases teòriques per al desenvolupament de la televisió. En primer lloc, ⁣i des de la dècada de 1860, es va començar a investigar elements químics com el seleni, que són sensibles a la llum, però, a diferència dels compostos de la pel·lícula fotogràfica existent, hi reaccionen traduint l'energia lluminosa en elèctrica. El 1875 es començaren a dissenyar les primeres plaques matricials basades en cèl·lules de seleni. El 1876, Alexander Graham Bell va aconseguir transmetre imatges complexes telefònicament mitjançant materials que traduïen l'energia lluminosa en electricitat. Aquest sistema tenia limitacions serioses, algunes de les quals van ser resoltes per Constantin Senlecq el 1878. El seu sistema d'escombrat seqüencial d'imatges permetia fer servir un sol cable per la lectura de totes les cèl·lules. La tecnologia del moment limitava molt el sistema de Senlecq. El 1884, amb una nova invenció de Paul Gottlieb Nipkow, es van establir les bases del que seria la televisió, encara que no va arribar-ne a construir un prototip.
En la dècada de 1920, després de la Primera Guerra Mundial, es van produir avenços d'enginyeria importants que, sumats a la base teòrica existent, van permetre el desenvolupament i la venda dels primers televisors a partir de 1930. El 1925, als EUA, es realitza la primera transmissió d'imatges a través de les xarxes radiofòniques. A Europa, al mateix temps, John L. Baird fa importants i ràpids avenços. El 1927 va fer una transmissió telefònica d'imatges. El 1928 va assolir la televisió en color i, a voltants de 1930, va fer una transmissió amb imatge i so sincronitzats.
Els primers televisors que van entrar al mercat tingueren un gran èxit entre el públic. La tecnologia de la televisió va continuar el seu perfeccionament amb la introducció d'innovacions. Primer, l'empresa Marconi, en col·laboració amb EMI, un sistema completament elèctric. Aquest estava basat en tubs de rajos catòdics, una tecnologia que dominaria la televisió durant dècades.

### Vídeo (senyal digital)
La gran revolució de la tecnologia audiovisual ha estat el canvi de l'analògic al digital. La informació ha passat d'emmagatzemar-se en suports analògics a fer-ho en sistemes digitals binaris. Aquest canvi ha afectat profundament la captació i la reproducció de contingut audiovisual.
Els sistemes de vídeo actual estan basats en tecnologia digital. Per la captació d'imatges, s'usen sistemes matrius de cèl·lules fotosensibles, com les que es van començar a explorar durant la segona meitat del s. XIX. Gràcies als avenços en microelectrònica i el domini dels semiconductors assolit a finals del s. XX, es van poder construir i comercialitzar aquests sistemes. Els sensors permeten reduir la mida i el pes dels equips de captació d'imatges.
Aquests sensors capten la informació lumínica (senyal analògic), la converteixen en electrònica i un processador ho emmagatzema en forma d'informació digital binària. A causa d'aquesta conversió, en aquests sistemes són molt importants els mètodes de codificiació i compressió de la informació que s'utilitzen, ja ue afecten significativament la resolució i la mida de l'arxiu final.
Alguns dels desenvolupaments més rellevants s'han produit creant sensors pel seu ús en la cinematografia digital d'alta definició. La producció cinematogràfica es va passar al digital durant la primera dècada del s. XX. Actualment, la gran majoria de contingut audiovisual es captura, es comparteix i es mostra en formats digitals.

## Recursos dins de la Tecnologia Audiovisual
Els recursos en Tecnologia Audiovisual són aquelles eines que faciliten la transmissió, l'emmagatzematge, la recopilació i el processament d'informació. Entre alguns d'aquests recursos es troben els ordinadors, portàtils, els notebook, els projectors multimèdia, les càmeres de fotografia i de vídeo i els televisors.

## Softwares comuns en Tecnologies Audiovisuals
Alguns dels softwares dels quals més fan ús les tecnologies audiovisuals són Adobe Photoshop, Adobe Illustrator, Adobe Premiere, Windows Media Player, Microsoft Office Power Point i Microsoft Office Word.

## Tecnologia i innovació
El sector dels mitjans audiovisuals afronta reptes contínuament, entre ells la innovació exigida dia a dia. Les imatges i els sons, impulsats per la tecnologia digital, requereixen constantment nous formats i continguts.